# Dieter Rams
Dieter Rams (født 20. maj 1932 i Wiesbaden) er en tysk industridesigner, der er kendt for sin minimalistiske og funktionelle tilgang til design. Rams begyndte sin karriere som arkitekt, men skiftede senere til design og startede hos virksomheden Braun i 1955. Her blev han en central figur i udviklingen af deres produktdesign og blev senere leder af Braun's designafdeling. Under hans ledelse skabte han en række ikoniske produkter, herunder radioer, pladespillere og elektroniske apparater.
Rams' designfilosofi er baseret på principper som enkelhed, funktionalitet og æstetisk renhed. Han er kendt for at udvikle "Die Zehn Gebote des guten Designs" (De ti bud for godt design), der omfatter principper som godt design er innovativt, æstetisk, diskret og langtidsholdbart.
Hans design er kendetegnet ved en minimalistisk tilgang, hvor unødvendige detaljer fjernes, og fokus lægges på brugerens behov og funktionelle formål. Rams' værker afspejler en tidløs elegance og enkelhed, der stadig værdsættes i dag.
Rams har også haft indflydelse som underviser og foredragsholder. Han har delt sin viden og erfaring med kommende generationer af designere og har været med til at forme designundervisningen og -metodikken.
Rams har modtaget adskillige priser og anerkendelser for sit bidrag til designverdenen. Han betragtes som en pioner inden for moderne design og en af de mest betydningsfulde designere i det 20. århundrede. Hans filosofi og tilgang til design fortsætter med at inspirere nutidige designere og er blevet en standard for bæredygtigt og funktionelt design.. Hans design har været en kæmpe inspiration for mange designere siden som f.eks. chefdesigner hos Apple Inc. Jonathan Ive.

## De 10 Principper for godt design
Ifølge Dieter Rams bør godt design følge nedenstående principper:
1. Godt design skal være innovativt
2. Godt design gør et produkt brugbart
3. Godt design er æstetisk
4. Godt design gør et produkt forståeligt
5. Godt design er diskret
6. Godt design er ærligt
7. Godt design er langvarigt
8. Godt design er gennemtænkt til mindste detalje
9. Godt design er venligt
10. Godt design er så lidt design som muligt

## Eksempler på Design
Dieter Rams har designet en lang række produkter: 
| Billed                        | Navn                            | Produktions år |
| ----------------------------- | ------------------------------- | -------------- |
| 606-Universal-Shelving-System | Universal reol system           | 1960           |
| Braun T1000CD                 | Braun T1000CD                   | 1964           |
| Braun audio 310               | Braun audio 310                 | 1971           |
| Braun ET 66                   | Braun ET 66 (med Dietrich Lubs) | 1987           |